# 푸충카비
푸충카비(스페인어: Puchuncaví)는 칠레 발파라이소 주 발파라이소 현의 코무나이다.